# A Rákóczi Kiadó kiadványai
Az alábbi lista tartalmazza a Rákóczi Kiadónál 1989 és 1992 között megjelent hanglemezeket.
| Katalógusszám | Év   | Formátum | Label   | Előadó              | Cím                               |
| ------------- | ---- | -------- | ------- | ------------------- | --------------------------------- |
| 004           | 1989 | LP       | Rákóczi | Corvina             | Egy viharos éjszakán (Aranyalbum) |
| 005           | 1989 | LP       | Rákóczi | Step                | Ciao                              |
| 007           | 1989 | LP       | Rákóczi | Bumm!               | Szerelmi leckék                   |
| 007           | 1989 | LP       | Rákóczi | Linda               | Te szeress legalább               |
| 008           | 1989 | LP       | Rákóczi | Delhusa Gjon        | Csavargó                          |
| 009           | 1990 | 12"maxi  | Rákóczi | Szikora R-GO        | Mire gondolsz katona?             |
| 010           | 1990 | LP       | Rákóczi | Various (Válogatás) | Három Kívánság                    |
| 011           | 1990 | LP       | Rákóczi | Flipper Öcsi        | Homokot szór a szemembe           |
| 012           | 1990 | LP       | Rákóczi | Szikora R-GO        | Áll még a vár                     |
| 013           | 1990 | LP       | Rákóczi | Moho Sapiens        | Angyalok bőr nélkül               |

## Katalógusszám nélküli kiadványok
| Év   | Formátum | Label   | Előadó                            | Cím                                            |
| ---- | -------- | ------- | --------------------------------- | ---------------------------------------------- |
| 1991 | LP       | Rákóczi | Bíborszél                         | Szivárvány                                     |
| 1991 | LP       | Rákóczi | Horváth Szilveszter & Éles István | Torgyántól Hankissig                           |
| 1991 | LP       | Rákóczi | Tátrai Band                       | A küszöbön túl                                 |
| 1991 | LP       | Rákóczi | Zorán                             | Az élet dolgai                                 |
| 1991 | LP       | Rákóczi | AD Stúdió                         | Álmaimban Amerika                              |
| 1991 | LP       | Rákóczi | Lerch István                      | 10 & 1/2                                       |
| 1991 | LP       | Rákóczi | Szikora R-GO                      | Csak nézem a szeretőm                          |
| 1991 | LP       | Rákóczi | Viktória                          | Ne tiltsd el tőlem a szívedet                  |
| 1991 | LP       | Rákóczi | Various (Válogatás)               | Tu Es Petrus - Te Péter Vagy, Azaz Kőszikla... |
| 1991 | LP       | Rákóczi | Various (Válogatás)               | Óz, a csodák csodája                           |
| 1991 | LP       | Rákóczi | Csutka                            | Csóró vagyok                                   |
| 1992 | LP       | Rákóczi | Moho Sapiens                      | Pali vagyok                                    |
| 1992 | LP       | Rákóczi | Park                              | Minek nőjjek fel                               |
| 1992 | LP       | Rákóczi | Various (Válogatás)               | Pop Tari Top'92                                |

## Lásd még
- Hungaroton
- Hanglemez
- Dorogi hanglemezgyár
- SLPX 17900
- SLPM 17900
- SLPM 17800
- SLPX 17800
- SLPM 37500
- SLPM 37600
- A Varietas Records kiadványai